# Vuelo 110 de TACA
El vuelo 110 de TACA fue un vuelo regular comercial internacional operado por TACA Airlines, viajando de Belice a Nueva Orleans. El 24 de mayo de 1988, el vuelo perdió potencia en ambos motores pero los pilotos lograron efectuar un aterrizaje de emergencia satisfactorio en un prado, sin provocar más que heridas menores. El capitán del vuelo era Carlos Dárdano, salvadoreño, quien solo gozaba de la visión de un ojo, pues el otro lo había perdido como consecuencia de una bala, volando un avión, siete años antes, durante una guerra civil en su país. Dárdano contaba con impresionantes 13 410 horas de vuelo, mientras que su copiloto Dionisio López no le iba muy en zaga con 12 000 horas. Arturo Soley, un instructor de vuelo, estaba también en la cabina de vuelo.

## Historial del avión
Este avión fue el 1.505º Boeing 737 manufacturado, y fue operado por otra compañía antes de que TACA lo comprase en mayo de 1988. En octubre de 2010, un total de seis entidades (incluyendo TACA) habían operado con el avión, siendo la más reciente Southwest Airlines:
| Entrega fecha         | Propietaria u operador | Registro |
| --------------------- | ---------------------- | -------- |
| 2/3/1988              | Polaris                | N75356   |
| 10/5/1988             | TACA                   | N75356   |
| 30/10/1989            | Aviateca               | N75356   |
| 16/04/1991            | America West Airlines  | N319AW   |
| 01/07/1993            | Morris Air             | N764MA   |
| 01/01/1995            | Southwest Airlines     | N697SW   |
| Fuente: AirFleets.net |                        |          |

## Accidente

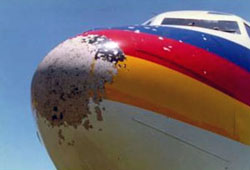
Daño de granizo en la nariz del avión.

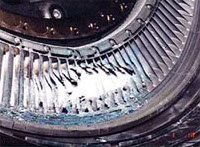
Vista general del daño en la turbina del motor del avión.

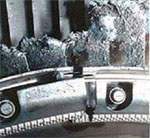
Detalle del daño en la turbina del motor del avión.

El avión, un Boeing 737-3T0 (registro N75356, número de serie 23838), efectuó su primer vuelo el 26 de enero de 1988, y entró en servicio con TACA dos meses más tarde. Este día, el vuelo discurría normalmente, despegando del Aeropuerto Internacional Philip S. W. Goldson de la Ciudad de Belice y sobrevolaba el Golfo de México frente a la costa de Luisiana con destino al  Aeropuerto Internacional Louis Armstrong en Nueva Orleans.
La investigación de la Junta Nacional de la Seguridad en el Transporte (NTSB) reveló que durante el descenso desde FL 350 (35 000 pies (10 668 m)) preparándose para su aterrizaje, los pilotos notificaron zonas de ligeras a moderadas precipitaciones en su procedimiento de llegada, representadas por colores verdes y amarillos en su radar meteorológico, así como »algunas zonas rojas aisladas» indicativas de zonas de fuertes precipitaciones a ambos lados de su patrón de vuelo programado.
El vuelo entró en la zona de nubes a FL300 (30 000 pies (9144,0 m)), la tripulación seleccionó «empuje continuo» y encendieron el motor anti-hielo para proteger sus motores turbofán de los efectos de la precipitación y la helada, cualquiera de los cuales pueden causar un incendio, y provocar la pérdida de potencia. En lugar de volar una ruta entre las precipitaciones expuestas en el radar, se toparon con fuertes precipitaciones, granizo, y turbulencias. Pasando a través de 16 500 pies (5029,2 m), ambos motores se apagaron, dejando al avión planeando y sin motores o potencia eléctrica alguna. Se apeló a la Unidad de Potencia Auxiliar (APU) cuando el avión pasaba a 10 500 pies (3200,4 m), restaurando la potencia eléctrica. Los intentos de inicio de motor por «efecto molino de viento» (windmilling- usar el flujo de aire provocado por el descenso del avión) resultaron infructuosos, pero los pilotos no tuvieron problemas en arrancarlos con la potencia de la APU. Sin embargo, ningún motor lograba acelerar hasta velocidad de ralentí, ni mucho menos lograr un mínimo de empuje. Los intentos de adelantar las palancas de gases solo provocaron que los motores se recalentasen, por lo que procedieron a su apagado para evitar un fallo catastrófico. Así, sin contar con motores y sostenidos solo por la APU, la tripulación de vuelo  comenzó los preparativos para un aterrizaje de emergencia. Después de salir de la capa de nubes, pudieron identificar un pequeño terreno  y pudieron realizar un aterrizaje seguro en dicho lugar, un campo de hierba en la MAF (Michoud Assemby Facility) de New Orleans, propiedad de la NASA en Michoud al este de Nueva Orleans. No hubo heridos..
Los investigadores de la NTSB determinaron que el avión había volado de forma inadvertida en una tormenta de nivel 4 y la ingestión de agua había provocado la congestión de ambos motores al haber superado la capacidad estándar determinada por la Administración Federal de Aviación (FAA). El avión sufrió daños en los álabes por el granizo, y su motor del lado derecho (número 2) quedó dañado por el sobrecalentamiento.
Al principio, se planeó retirar las alas y transportar el avión a una instalación de reparación en barcaza, pero los ingenieros y pilotos de pruebas de Boeing decidieron efectuar un cambio de motor en el lugar y despegar desde la carretera pavimentada adyacente que daba acceso a la instalación. El 737 despegó de Moisant para efectuar sus reparaciones; y posteriormente regresó al servicio activo.
La investigación concluyó que los motores habían fallado «como resultado de un encuentro en vuelo con una zona de fuertes precipitaciones y granizo. Una causa que contribuyó al incidente fue el diseño inadecuado de los motores y que los certificados de ingestión de agua de la FAA no hacían mención a las tasas de agua previstas en tormentas con precipitaciones moderadas o fuertes». Las pruebas de certificación realizadas en el motor CFM56 se realizaron con una cantidad de agua sustancialmente mayor a la requerida por las reglamentaciones. Aunque estas pruebas demostraron un margen del 400%, posteriormente se descubrió que eran incorrectas debido a los métodos de prueba que implican baja velocidad del avión y altas velocidades de rotación del motor que tendían a proteger el núcleo (es decir, centrifugar el agua lejos del núcleo). 
El incidente del TACA 110 (y la gran habilidad de su tripulación) sirvió para un rediseño de los motores y el desarrollo de sistemas FADEC (Full Authority Digital Electronic Controlled), de esta forma se prevé que similares condiciones meteorológicas no producirán una salida de servicio de los impulsores.

## El avión tras el incidente
Inicialmente, se planeó quitar las alas y transportar el avión a una instalación de reparación en barcaza, pero los ingenieros y pilotos de pruebas de Boeing decidieron realizar un cambio de motor en el sitio. La aeronave fue remolcada desde el dique hasta las instalaciones cercanas de la NASA, con la cantidad mínima de combustible necesaria y partió de Saturn Boulevard, una carretera construida sobre la pista original de la era de la Segunda Guerra Mundial. Después del despegue, el 737 voló a Moisant Field, donde se realizaron más trabajos de mantenimiento.
Luego de su regreso al servicio, el avión fue volado por TACA hasta marzo de 1989 cuando fue adquirido por Aviateca. Luego, el avión fue adquirido por America West Airlines como N319AW en abril de 1991, luego Morris Air en enero de 1993. El avión finalmente fue adquirido por Southwest Airlines en enero de 1995 primero como N764MA y luego registrado como N697SW en marzo de 1995. Continuó servicio para Southwest hasta el 2 de diciembre de 2016, cuando se retiró y se almacenó en Pinal Airpark.

## Dramatización
Este accidente fue presentado en la undécima temporada del programa de televisión canadiense Mayday: catástrofes aéreas en el episodio titulado «Aterrizaje forzoso» en Hispanoamérica y «Sin pista de aterrizaje» en España.

## Galería

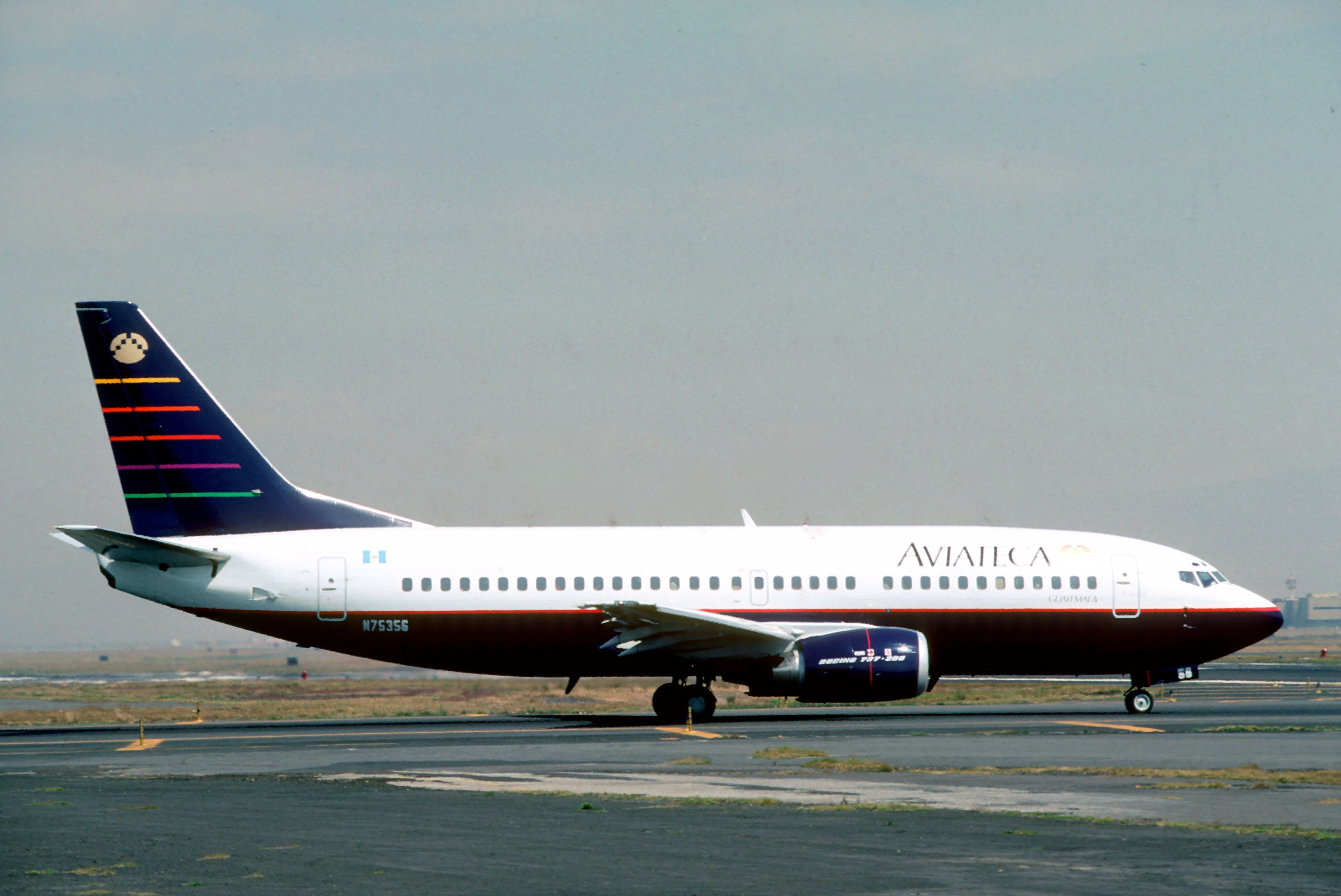
El avion involucrado en el incidente, fotografiado mientras operaba para Aviateca.
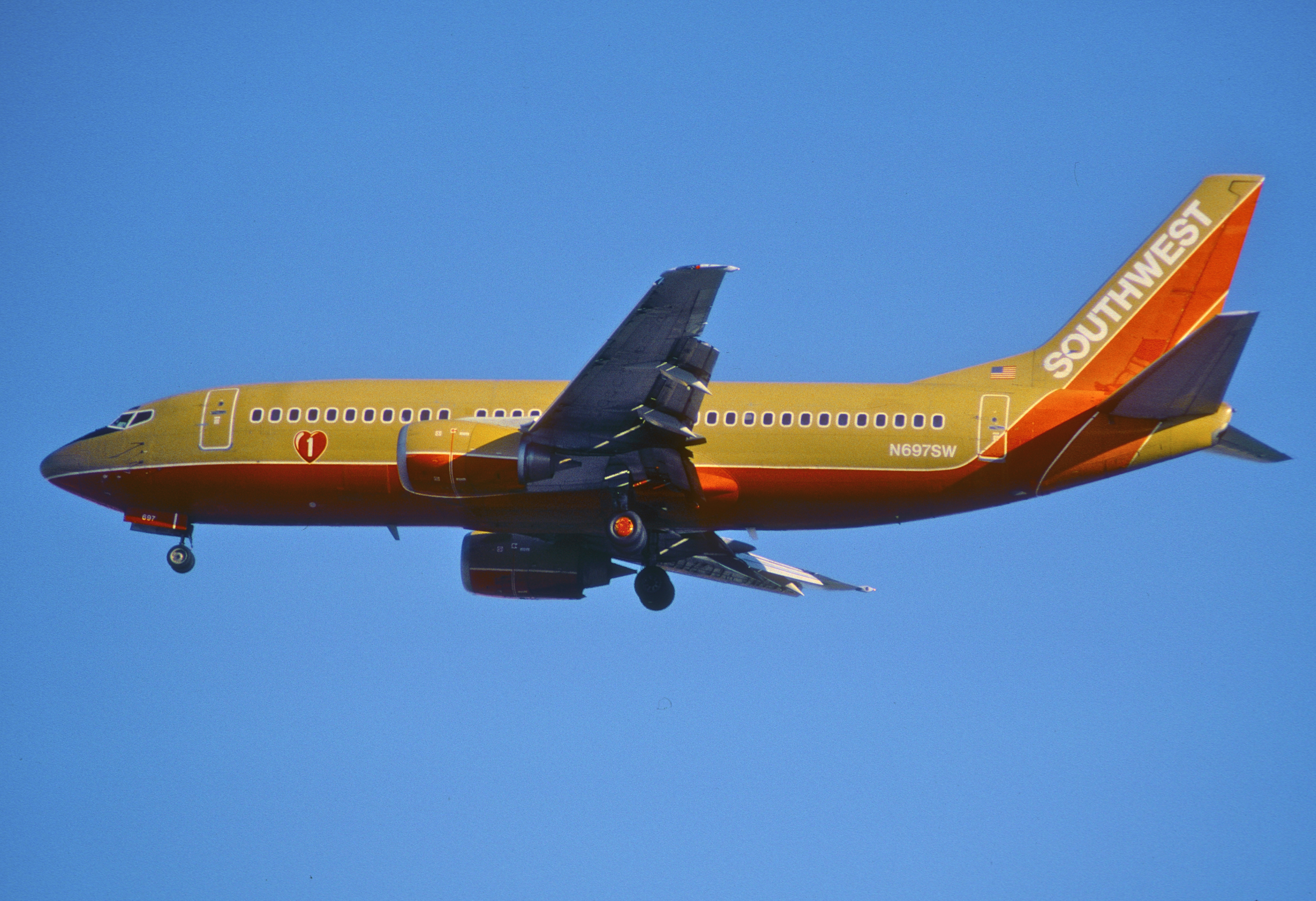
El avion involucrado en el incidente en marzo de 2005, fotografiado con una librea anterior de Southwest Airlines.
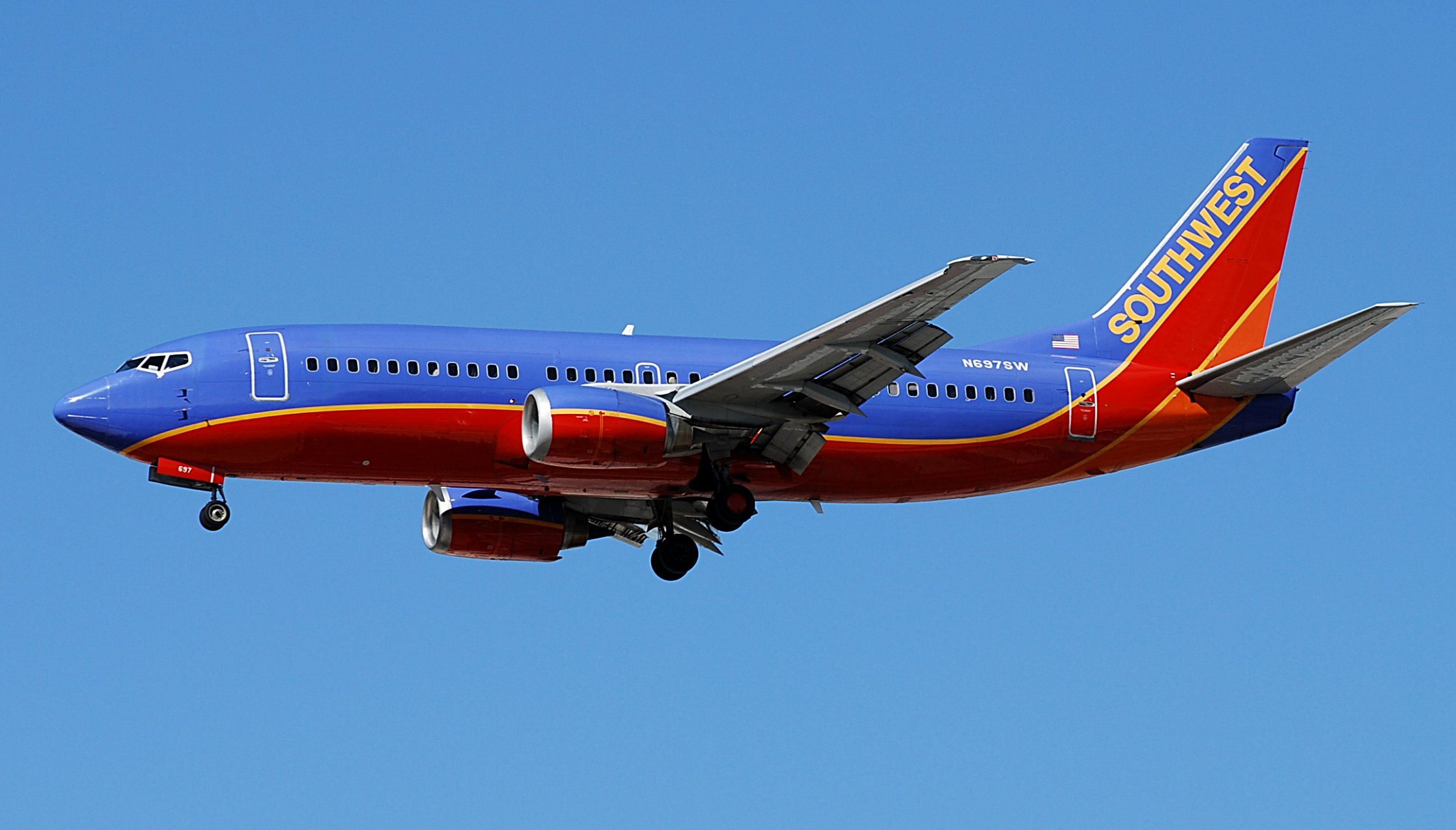
El avion involucrado en el incidente en septiembre de 2010, fotografiado con una nueva librea de Southwest Airlines.
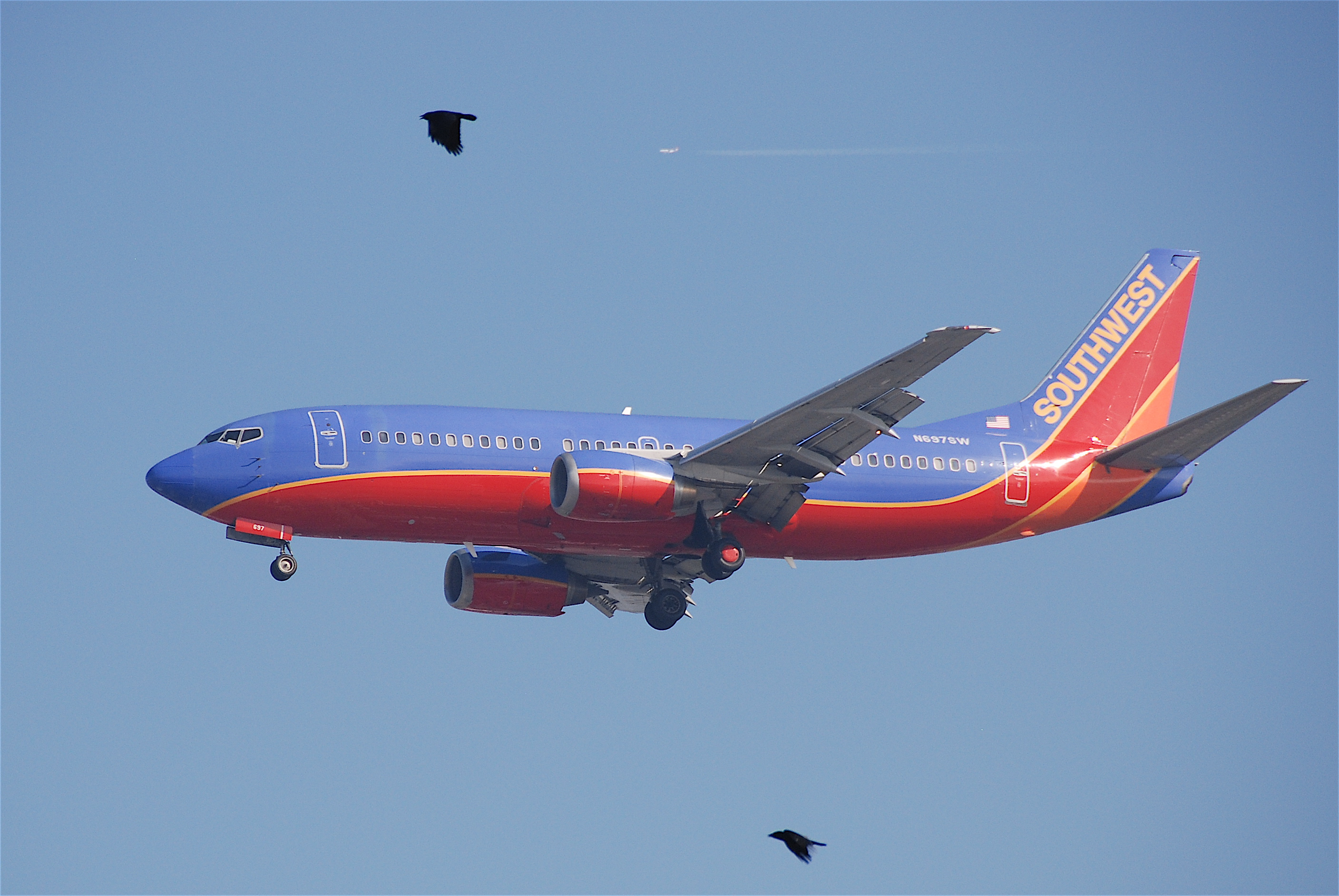
El avion involucrado en el incidente en octubre de 2011.